# Carlos Oliveira (ator)
Carlos Oliveira (Portimão, 21 de Agosto de 1976) é um actor português.

## Filmografia

### Cinema
| Ano  | Título                | Personagem |
| ---- | --------------------- | ---------- |
| 2019 | Variações             | Venâncio   |
| 2018 | Golpe de Sol          | Voz off    |
| 2017 | Al Berto              | Vicente    |
| 2017 | De Repente a Vida     | Pedro      |
| 2010 | Quinze Pontos na Alma |            |

### Televisão
- Elenco Adicional, Viriato Madureira em Flor sem Tempo, SIC, 2023
- Elenco adicional, Mateus em A Lista, SIC 2021
- Actor convidado, Otelo Saraiva de Carvalho em Três Mulheres, RTP 2021
- Elenco fixo, Arnaldo em Prisão Domiciliária, SIC 2021
- Actor convidado, Salvador em O Clube, SIC 2020
- Elenco adicional, Mateus em Amar Demais, TVI 2020
- Elenco fixo, Inspetor Chaves em Prisioneira, TVI 2019
- Elenco fixo, Jaime em Solteira e Boa Rapariga, RTP 2018
- Elenco adicional, Vítor em Valor da Vida, TVI 2018
- Elenco adicional, Inspetor Faísa em Jogo Duplo, TVI 2018
- Elenco adicional, Vasco em O Sábio, RTP 2017
- Elenco adicional, Inspetor Lopez em A Herdeira, TVI 2017
- Elenco adicional, Dr. Matias em Espelho d'Água, SIC 2017
- Actor convidado, Calção em Inspector Max, TVI 2017
- Elenco adicional, Alberto em Onde Está Elisa?, TVI 2016
- Actor convidado, Pai de Francisco em Ministério do Tempo, RTP 2016
- Elenco principal, Diamantino em Massa Fresca, TVI 2016
- Elenco principal, Vitó em Santa Bárbara, TVI 2015
- Elenco adicional, Tomás em Mar Salgado, SIC 2014
- Actor convidado, Consultor em Bem-Vindos a Beirais, RTP 2014
- Elenco adicional, em O Beijo do Escorpião, TVI 2014
- Elenco adicional, Advogado de Manuel em Sol de Inverno, SIC 2013
- Participação, Agente imobiliário em Destinos Cruzados, TVI 2013
- Elenco adicional, em Dancin' Days (2012), SIC 2012
- Elenco adicional, Jéronimo em Louco Amor, TVI 2012
- Elenco adicional, em Rosa Fogo, SIC 2011
- Actor convidado, Tomé em Maternidade II, RTP 2011
- Actor convidado, Médico em Laços de Sangue, SIC 2010
- Elenco adicional, Vítor em Perfeito Coração, SIC 2009
- Actor convidado, Polícia em Conta-me Como Foi, RTP 2009
- Actor convidado, em Cenas do Casamento, SIC 2008
- Participação especial, Júlio em Flor do Mar, TVI 2008
- Actor convidado, Alfredo Costa em Equador, TVI 2008
- Elenco adicional, Carlos Silva Dias em Rebelde Way, SIC 2008
- Actor convidado, em Liberdade 21, RTP 2008
- Elenco adicional, Agente Guedes em Pai à Força, RTP 2008
- Elenco adicional, Ricardo em Deixa-me Amar, TVI 2008
- Elenco adicional, Agente em Chiquititas, SIC 2007
- Elenco adicional, em Regresso a Sizalinda, RTP 2007
- Participação especial, em Jura, SIC 2006
- Elenco adicional, Gonçalo em Floribella, SIC 2006
- Actor convidado, Gabriel em Aqui Não Há Quem Viva, SIC 2006
- Participação especial, Sérgio em 7 Vidas, SIC 2006
- Elenco principal, Dr. Basílio em Quando os Lobos Uivam, RTP 2005
- Participação no telefilme Amigos Como Dantes, RTP 2005
- Actor convidado, Inspector em Uma Aventura Secreta, SIC 2004
- Elenco adicional, em Maré Alta, SIC 2004
- Actor convidado, Jornalista em Lusitana Paixão, RTP 2002
- Actor convidado, Advogado em O Espírito da Lei, RTP 2001
- Actor convidado, Lito em Super Pai, TVI 2001
- Elenco adicional, em Ganância (telenovela), SIC 2001
- Participação especial, em Fenómeno, RTP 2001
- Participação especial, Bandido em A Febre do Ouro Negro, RTP 2000
- Protagonista, Almeida Garrett em Almeida Garrett, RTP 1999
- Participação especial, Salazar em Portugalmente, RTP 1998